# Оре-д'Анжу
Оре-д'Анжу (фр. Orée d'Anjou) — муніципалітет у Франції, у регіоні Пеї-де-ла-Луар, департамент Мен і Луара. Оре-д'Анжу утворено 15 грудня 2015 року шляхом злиття муніципалітетів Бузіє, Шамтосо, Дрен, Ландмон, Ліре, Сен-Кристоф-ла-Купері, Сен-Лоран-дез-Отель, Сен-Совер-де-Ландмон i Ла-Варенн. Адміністративним центром муніципалітету є Шамтосо. Населення — 16 709 осіб (01.01.2021).